# Björkholm (Snäckö, Geta, Åland)
Björkholm är en ö i Geta på Åland.
Ön fick 2012 vägförbindelse med fasta Åland sedan det trånga Björkholmsundet mellan Andersö och Björkholm muddrats och fått en vägtrumma.

## Geografi
Björkholms area är 48,8 hektar och dess största längd är 1,4 kilometer i nord-sydlig riktning.
Björkholm har Andersö i norr, Snäckö i öster, Skarpnåtö i söder samt Andersöfjärden och Gomholm i väster.
Terrängen på Björkholm består huvudsakligen av hällmarkskog med inslag av tätare skog i norr och söder.